# Petar Tomašević
Petar Tomašević (Kotor, 1989. január 2. –) montenegrói származású francia válogatott vízilabdázó, a CN Marseille játékosa.

## Nemzetközi eredményei
- Európa-bajnoki 10. helyezett (Budapest, 2014)
- Európa-bajnoki 9. helyezett (Belgrád, 2016)
- Olimpiai 11. hely (Rio de Janeiro, 2016)